# Shaaban Bin Robert

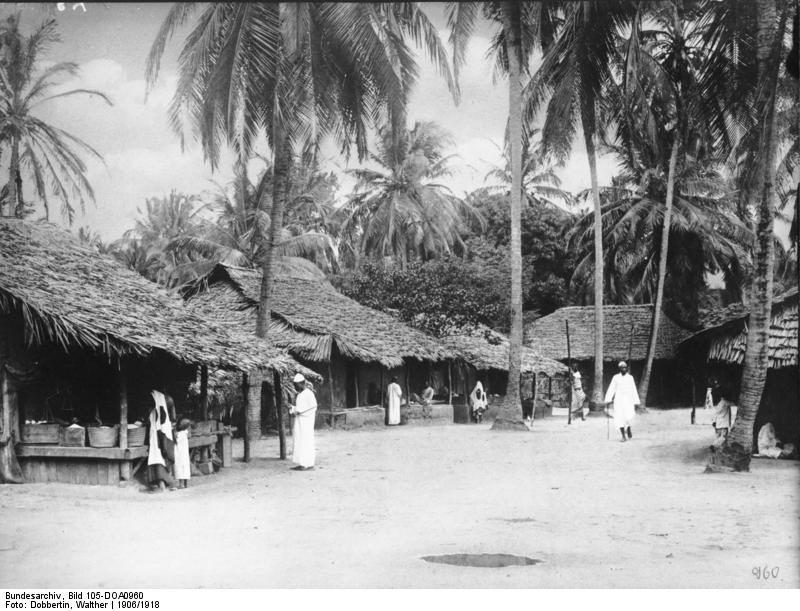
Eingeborenenviertel in der Stadt Tanga, Anfang 20. Jahrhundert

Shaaban Bin Robert (deutsch: Shaaban Sohn des Robert) oder kurz Shaaban Robert  (* 1. Januar 1909 in Vibamba in der Region Tanga in Tanganjika (heute Tansania); † 22. Juni 1962 in Tanga) war ein tanganjikanischer Lyriker, Autor und Essayist, der sich besonders für die Erhaltung der afrikanischen Lyrik- bzw. Lieder-Tradition und der Swahili-Sprache eingesetzt hat. Er gilt als bedeutender Swahili-Schriftsteller, der auch als „Poet Laureate des Swahili“ und als „Vater des Swahili“ bezeichnet wurde.

## Leben
Über seine Eltern und seine frühe Kindheit ist nur wenig bekannt. Es wurde vermutet, dass seine Eltern aus einem Clan von Yao-Schamanen abstammen, bewiesen wurde das aber nie. Der Familienname Robert ist wahrscheinlich der Name, den sein Vater in der Grundschule bekommen hat. Shaaban selbst hat sich immer als Swahili-Mensch bezeichnet, nie als Yao. Von 1922 bis 1926 ging er in Daressalam in die Schule. Er war dreimal verheiratet und hatte zehn Kinder.
Nach der Schule hatte er verschiedene Stellen in der britischen Kolonialverwaltung inne. Für seine literarische Arbeit erhielt er die Auszeichnung Wrong Memorial Prize for writing und er wurde von der britischen Regierung zum Member of the British Empire (M.B.E.) ernannt.

## Werk
Shaaban Robert war überzeugter Humanist und hat immer die damit verbundenen Werte unterstützt: Freiheit, Gleichberechtigung der Geschlechter und Religionen sowie Antirassismus. Der erste Präsident von Tansania, Julius Nyerere, war ein großer Bewunderer Roberts und hat sein Werk gefördert. Einige seiner Werke gehören zum Kanon der höheren Schulbildung des Swahili.
Robert schrieb Gedichte, Biographien (u. a. eine Autobiographie), Geschichten und Essays. Er verfasste auch eine Biographie über die sansibarische Sängerin Siti binti Saad, die weit über Ostafrika hinaus bekannt war.

## Bibliographie
- Robert, Shaaban (trans.): Omar Khayyam Kwa Kiswahili London: Macmillan, 1952, (Swahili-Übersetzung von Rubaiyat of Omar Khayyam, Tanga, 1948.)
- Bin Robert, Shaaban: Utubora Mkulima (Diwani Ya Shaaban 8) Nelson, London 1968.
- Robert, Shaaban: Koja La Lugha Oxford Univ., Nairobi 1969.